# Mỹ Trà
Mỹ Trà là một phường thuộc tỉnh Đồng Tháp, Việt Nam.

## Địa lý
Phường Mỹ Trà có vị trí địa lý:
- Phía đông giáp xã Mỹ Thọ.
- Phía tây giáp phường Mỹ Ngãi.
- Phía nam giáp phường Cao Lãnh.
- Phía bắc giáp xã Ba Sao.

Phường Mỹ Trà có diện tích 46,27 km², dân số năm 2025 là 46.757 người, mật độ dân số đạt 1.010 người/km²

## Hành chính
Xã Mỹ Trà được chia thành 3 ấp: 1, 2, 3.

## Lịch sử
Ngày 27 tháng 12 năm 1980, Hội đồng Chính phủ ban hành Quyết định 382-CP về việc thành lập xã Phương Trà trên cơ sở sáp nhập một nửa ấp Mỹ Quới của xã Mỹ Trà.
Ngày 23 tháng 2 năm 1983, Hội đồng Bộ trưởng ban hành Quyết định 13-HĐBT về việc chuyển xã Mỹ Trà của huyện Cao Lãnh về thị xã Cao Lãnh mới thành lập quản lý.
Đến năm 1986, cắt 2 ấp Mỹ Đức, Mỹ Long của xã Mỹ Trà sáp nhập vào phường 3.
Đến năm 1987, sau khi xây dựng hoàn thành trụ sở UBND phường 3 tiến hành giao trả đất cho phường 2 từ ngã tư Lê Lợi đến sông Cầu Sáng.
Đến tháng 9 năm 1986, sáp nhập ấp Mỹ Thiện của xã Mỹ Trà vào phường 3. Lý do ấp Mỹ thiện đến tháng 9 mới cắt nhập vào phường 3 do tình hình tập đoàn thiếu nợ lương thực sau khi Mỹ Trà hoàn thiện sổ sách thì ấp Mỹ Thiện chính thức nhập vào phường 3.
Ngày 30 tháng 11 năm 2004, Chính phủ ban hành Nghị định 194/2004/NĐ-CP về việc thành lập phường Mỹ Phú trên cơ sở 263,70 ha diện tích tự nhiên và 7.490 người của xã Mỹ Trà.
Sau khi điều chỉnh địa giới hành chính thành lập phường Mỹ Phú, xã Mỹ Trà còn lại 631,94 ha diện tích tự nhiên và 5.081 nhân khẩu.
Ngày 16 tháng 1 năm 2007, Chính phủ ban hành Nghị định 10/2007/NĐ-CP về việc thành lập thành phố Cao Lãnh thuộc tỉnh Đồng Tháp. Xã Mỹ Trà trực thuộc thành phố Cao Lãnh.
Ngày 16 tháng 6 năm 2025, Ủy ban Thường vụ Quốc hội ban hành Nghị quyết số 1663/NQ-UBTVQH15 về việc sắp xếp các đơn vị hành chính cấp xã của tỉnh Đồng Tháp năm 2025. Theo đó, sắp xếp toàn bộ diện tích tự nhiên, quy mô dân số của phường Mỹ Phú và các xã Nhị Mỹ, An Bình, Mỹ Trà thành phường mới có tên gọi là phường Mỹ Trà.
Sau khi sáp nhập, phường Mỹ Trà có 46,27 km² diện tích tự nhiên và dân số 46.757 người.

## Kinh tế - xã hội
Kinh tế của xã chủ yếu là sản xuất nông nghiệp, tiểu thủ công nghiệp và dịch vụ - thương mại chưa phát triển.

### Giáo dục - Y tế
Toàn xã hiện nay có một trường mầm non, hai điểm trường Tiểu học và một điểm trường THCS.
Hiện nay xã chưa có trạm Y tế, tuy nhiên việc khám chữa bệnh và sơ cấp cứu ban đầu cho người dân trong xã tương đối tốt. Các chương trình y tế Quốc gia, chăm sóc sức khoẻ ban đầu cho nhân dân và phòng chống dịch bệnh đạt kết quả cao.

## Giao thông
Mạng lưới giao thông đường bộ có đường Quảng Khánh, đường Điện Biên Phủ nối dài là đường nhựa, hầu hết là đường đal. Tuy nhiên trên địa bàn xã còn một số đường đất gây khó khăn cho việc đi lại cũng như vận chuyển hàng nông sản khi trời mưa.
Hệ thống kênh, mương khá hoàn chỉnh đáp ứng nhu cầu đi lại, vận chuyển hàng hoá cho nhân dân.